# Palais Brongniart
Palais Brongniart, starší název Palais de la Bourse (Burzovní palác) je stavba v Paříži, ve které sídlí Pařížská burza. Je charakteristická svou kolonádou z korintských sloupů. Jejím autorem je architekt Alexandre Théodore Brongniart (1739-1813), po kterém nese své jméno. Nachází se ve 2. obvodu na náměstí Place de la Bourse. Od roku 1987 je chráněná jako historická památka.

## Historie
Stavbu paláce nařídil v roce 1807 Napoleon Bonaparte a pověřil architekta Brongniarta vypracováním plánů. Architekt se ovšem dokončení stavby nedožil, zemřel 6. června 1813. Stavbu po něm převzal architekt Éloi Labarre (1764-1833) a budova byla dokončena v listopadu 1825. Výzdobu stropu hlavního sálu provedl malíř Alexandre Denis Abel de Pujol (1785-1861).

## Využití
Budova je v majetku města a Pařížská burza ji má dlouhodobě pronajatou.